# FC Tokyo
FC Tokyo är ett fotbollslag från Tokyo i Japan. Laget spelade 2020 i den högsta proffsligan J1 League.

## Titlar
- Yamazaki Nabisco Cup:
  - 2004, 2009
- Emperors Cup: 2011
- J2 League: 2011

## Placering tidigare säsonger
| År   | Liga | M  | Po | V  | O  | F  | Pl      | Notering                                       |
| ---- | ---- | -- | -- | -- | -- | -- | ------- | ---------------------------------------------- |
| 1999 | J2   | 36 | 64 | 21 | 3  | 12 | 2 / 10  | Uppflyttad till J1 första säsongen i J. League |
| 2000 | J1   | 30 | 43 | 15 | 1  | 14 | 7 / 16  |                                                |
| 2001 | J1   | 30 | 41 | 13 | 5  | 12 | 8 / 16  |                                                |
| 2002 | J1   | 30 | 39 | 13 | 2  | 15 | 9 / 16  |                                                |
| 2003 | J1   | 30 | 49 | 13 | 10 | 7  | 4 / 16  |                                                |
| 2004 | J1   | 30 | 41 | 10 | 11 | 9  | 8 / 16  |                                                |
| 2005 | J1   | 34 | 47 | 11 | 14 | 9  | 10 / 18 |                                                |
| 2006 | J1   | 34 | 43 | 13 | 4  | 17 | 13 / 18 |                                                |
| 2007 | J1   | 34 | 45 | 14 | 3  | 17 | 12 / 18 |                                                |
| 2008 | J1   | 34 | 55 | 16 | 7  | 11 | 6 / 18  |                                                |
| 2009 | J1   | 34 | 53 | 16 | 5  | 13 | 5 / 18  |                                                |
| 2010 | J1   | 34 | 36 | 8  | 12 | 14 | 16 / 18 | Nedflyttad till J2                             |
| 2011 | J2   | 38 | 77 | 23 | 8  | 7  | 1 / 20  | Uppflyttad till J1                             |
| 2012 | J1   | 34 | 48 | 14 | 6  | 14 | 10 / 18 |                                                |
| 2013 | J1   | 34 | 54 | 16 | 6  | 12 | 8 / 18  |                                                |
| 2014 | J1   | 34 | 48 | 12 | 12 | 10 | 9 / 18  |                                                |
| 2015 | J1   | 34 | 63 | 19 | 6  | 9  | 4 / 18  |                                                |
| 2016 | J1   | 34 | 52 | 15 | 7  | 12 | 10 / 18 |                                                |
| 2017 | J1   | 34 | 40 | 10 | 10 | 14 | 13 / 18 |                                                |
| 2018 | J1   | 34 | 50 | 14 | 8  | 12 | 6 / 18  |                                                |

- M: Antal matcher spelade, Po Antal poäng, V Vunna matcher, O Oavgjorda matcher, F Förlorade matcher, Pl Placering i tabellen/antal lag

## Spelartrupp
Aktuell 23 april 2022
| Nr | Land      | Pos | Namn                      |
| -- | --------- | --- | ------------------------- |
| 1  | Japan     | MV  | Tsuyoshi Kodama           |
| 3  | Japan     | F   | Masato Morishige (kapten) |
| 5  | Japan     | F   | Yuto Nagatomo             |
| 6  | Japan     | F   | Ryoya Ogawa               |
| 7  | Japan     | MF  | Hirotaka Mita             |
| 8  | Japan     | MF  | Yojiro Takahagi           |
| 9  | Brasilien | A   | Diego Oliveira            |
| 10 | Japan     | MF  | Keigo Higashi             |
| 11 | Japan     | A   | Kensuke Nagai             |
| 13 | Japan     | MV  | Go Hatano                 |
| 15 | Brasilien | MF  | Adaílton                  |
| 16 | Japan     | MF  | Takuya Aoki               |
| 17 | Japan     | MF  | Kazuya Konno              |
| 18 | Japan     | MF  | Manato Shinada            |
| 19 | Japan     | A   | Keita Yamashita           |

| Nr | Land      | Pos | Namn               |
| -- | --------- | --- | ------------------ |
| 20 | Brasilien | MF  | Leandro            |
| 23 | Japan     | MF  | Ryoma Watanabe     |
| 24 | Polen     | MV  | Jakub Slowik       |
| 25 | Japan     | F   | Sodai Hasukawa     |
| 28 | Japan     | F   | Junya Suzuki       |
| 29 | Japan     | F   | Makoto Okazaki     |
| 30 | Japan     | MF  | Yasuki Kimoto      |
| 31 | Japan     | MF  | Shuto Abe          |
| 33 | Japan     | MV  | Akihiro Hayashi    |
| 37 | Japan     | F   | Hotaka Nakamura    |
| 39 | Japan     | F   | Shuto Okaniwa      |
| 40 | Japan     | MF  | Rei Hirakawa       |
| 43 | Japan     | F   | Yuki Kajiura       |
| 44 | Japan     | MF  | Kuryu Matsuki      |
| 45 | Japan     | MF  | Kojiro Yasuda      |
| 49 | Japan     | F   | Kashif Bangnagande |
| 50 | Brasilien | F   | Henrique Trevisan  |

## Tidigare spelare
| - Yuto Nagatomo - Yasuyuki Konno - Tadanari Lee - Yuichi Komano - Masashi Oguro - Masahiko Inoha - Akira Kaji - Ryoichi Maeda - Yoichi Doi - Takashi Fukunishi - Naotake Hanyu - Ryoichi Kawakatsu - Tetsuya Asano - Tadatoshi Masuda - Wagner Lopes - Shuichi Gonda - Teruyuki Moniwa - Daisuke Sakata | - Daiki Takamatsu - Sota Hirayama - Takuji Yonemoto - Kazuma Watanabe - Naohiro Ishikawa - Yuhei Tokunaga - Hideto Takahashi - Kosuke Ota - Masato Morishige - Yoshinori Muto - Yuichi Maruyama - Jade North - Nathan Burns - Edwin Ifeanyi - Paulo Wanchope - Santiago Salcedo - Lassad Nouioui |